# District d'Hyères
Le district d'Hyères est une ancienne division territoriale française du département du Var de 1790 à 1795.
Il était composé des cantons de Hyères, Belgencier, Bormes, Collobrieres, Cuers, Lagarde, Lavalette, Pierrefeu, Pignans, Puget et Solliés.